# Epiro Septentrional

La región del Epiro, en color león territorios aproximados del Epiro griego en la Antigüedad Clásica, en verde territorios con mayoría de población grecoepirota hacia 1900, en naranja la región actual (tras 1945) del Epiro en soberanía de Grecia.
Territorio administrativo (periferia) del moderno Epiro, tras 1945 DEC.
Límites aproximados del Epiro en la Antigüedad Clásica
Límites aproximados de las regiones boreoepirotas con mayores concentraciones de población griega a inicios del DEC, en línea segmentada zonas que estuvieron en soberanía del Estado de Grecia entre 1918 y 1923, la línea continua señala a los límites actuales de Grecia (2015 DEC).

Epiro Septentrional, también conocido como Epiro del Norte (en griego Βόρεια Ήπειρος [Bóreia Epiros];  Βόρειος Ήπειρος [Bóreios Epeiros] o [Vorios Ipiros]) , es un territorio situado actualmente al sur de Albania que cuenta con una importante minoría griega (hasta aproximadamente 1990 absolutamente mayoritaria en el Epiro del Norte). Este territorio se incorporó a Albania en 1944 tras los Acuerdos de Yalta y tras haber estado en soberanía del Reino de Grecia entre 1912-1914, 1918-1923 y 1940-1941.

## Principales ciudades
- Argirocastro
- Saranda
- Koritsa o Coritsa/ (en albanés: Korçë)